# Rafaelson Bezerra
Rafaelson Bezerra Fernandes (Pirapemas, 30 de março de 1997), conhecido apenas como Rafaelson ou Nguyễn Xuân Son, é um futebolista vietnamita-brasileiro que atua como atacante. Atualmente joga pelo Thép-Xanh Nam-Định e pela Seleção Vietnamita.

## Carreira em clubes

### Base nos rivais e profissionalização no Vitória
No Brasil, passou 2 anos nas categorias de base do Bahia antes de se mudar para o rival Vitória em 2013. Em abril de 2015, foi acusado de ter falsificado a idade, mas a alegação foi negada pelo Leão da Barra. Integrado ao elenco principal pelo técnico Vagner Mancini, o atacante fez sua estreia profissional em setembro, entrando como substituto de Robert na derrota por 2 a 1 para o Botafogo, pelo Campeonato Brasileiro da Série B, marcando seu primeiro gol 1 mês depois, contra o Náutico, mas não evitou outra derrota, agora por 3 a 2. Ele jogaria mais 5 partidas na campanha do acesso do Vitória para a Série A de 2016.

### Passagens por Japão, Dinamarca e destaque no futebol do Vietnã
Em fevereiro de 2018, foi emprestado ao Vegalta Sendai, disputando apenas um jogo pela equipe, contra o Albirex Niigata, válido pela Copa da Liga Japonesa, sofrendo ainda uma lesão que o afastou dos gramados por 3 meses. Em agosto, assinou um contrato permanente com o Vegalta, mas não voltou a entrar em campo até o final do vínculo. Em abril de 2019, foi contratado pelo Næstved, da segunda divisão dinamarquesa, atuando em 26 jogos oficiais e marcando 5 gols.
Chegou ao Vietnã em dezembro, fazendo um teste com o Nam-Định FC (atual Thép-Xanh Nam-Định) e disputando 2 amistosos antes de assinar um contrato com a equipe. Somando todas as competições, Rafaelson disputou 20 partidas e marcou 9 gols, deixando o Nam-Định após a direção não atender as exigências salariais do jogador. Para a temporada 2021, se juntou ao elenco do SHB Đà Nẵng, marcando 6 gols em 12 jogos antes do Campeonato Vietnamita ser encerrado devido à pandemia de COVID-19 que atingiu o país. Com dificuldades financeiras, o SHB Đà Nẵng anunciou a rescisão do contrato de Rafaelson em setembro, antes do atacante assinar sem custos com o Topenland Binh Dinh. Um ano depois, marcou seu primeiro hat-trick na vitória por 3 a 0 sobre o Hanoi FC. Ele também ajudou o Topenland Binh Dinh a chegar à final da Copa Vietnamita, marcando novamente 3 gols na vitória sobre o Đông Á Thanh Hóa. Na temporada 2023, Rafaelson foi o artilheiro do Campeonato com 16 gols e foi eleito para o time da temporada.
Em agosto do mesmo ano, após o final do contrato com o Topenland Bình Định, voltou ao Thép-Xanh Nam-Định, fazendo 13 gols e dando 4 assistências na primeira metade da temporada, ajudando o time a liderar o campeonato. Em maio, marcou os 5 gols da vitória sobre o Đông Á Thanh Hóa, igualando o recorde de Nguyễn Đình Việt (obtido em 2007), e em junho balançou as redes do Khánh Hòa 3 vezes na vitória por 5 a 1, garantindo o título nacional que não acontecia desde 1985. Com 31 gols, bateu outro recorde, o de mais gols em uma edição da primeira divisão vietnamita, até então pertencente a Lê Huỳnh Đức (25 goals), sendo premiado como o melhor jogador da temporada e novamente escolhido entre os 11 melhores do campeonato. Ele ainda marcaria 2 gols na final da Supercopa do Vietnã na vitória por 3 a 0 sobre o Đông Á Thanh Hóa, e após o início da temporada 2024–25, recebeu o passaporte vietnamita e passou a ser registrado como um atleta do país.

## Seleção Malaia
Em novembro de 2024, a FIFA autorizou Rafaelson (que adotou o nome Nguyễn Xuân Son) a defender a Seleção Vietnamita depois de viver 5 anos no país, tornando-se o 9º brasileiro naturalizado a representar o time em competições. 
Incluído na lista de convocados para a Copa AFF, o atacante fez sua estreia pelos Guerreiros da Estrela Dourada contra Myanmar, e novamente obteve mais um feito: com 2 gols e 2 assistências na vitória por 5 a 0, tornou-se o primeiro atleta naturalizado a marcar um gol em jogos oficiais. Nos jogos contra Singapura, válidos pela semifinal, fez 1 gol na primeira partida e mais 2 na volta.
Ele ainda marcaria 2 vezes na vitória por 2 a 1 sobre a Tailândia, na primeira partida da decisão, tendo sofrido uma fratura na fíbula e na tíbia aos 32 minutos do segundo jogo, sendo levado para o hospital. O Vietnã terminaria conquistando a Copa AFF com uma vitória por 5 a 3, e Rafaelson foi eleito o melhor jogador da competição, além de ter sido o artilheiro com 7 gols.

## Títulos
Vitória
- Campeonato Baiano: 2016

Thép Xanh Nam Định
- Campeonato Vietnamita: 2023–24
- Supercopa do Vietnã: 2024

Seleção Vietnamita
- Copa AFF: 2024

### Individuais
- Artilheiro do Campeonato Vietnamita: 2023 (14 gols) e 2023–24 (31 gols)
- Time da temporada do Campeonato Vietnamita: 2023 e 2023–24
- Melhor jogador do Campeonato Vietnamita: 2023–24
- Melhor jogador da Copa AFF: 2024
- Artilheiro da Copa AFF: 2024 (7 gols)